# Ambulans

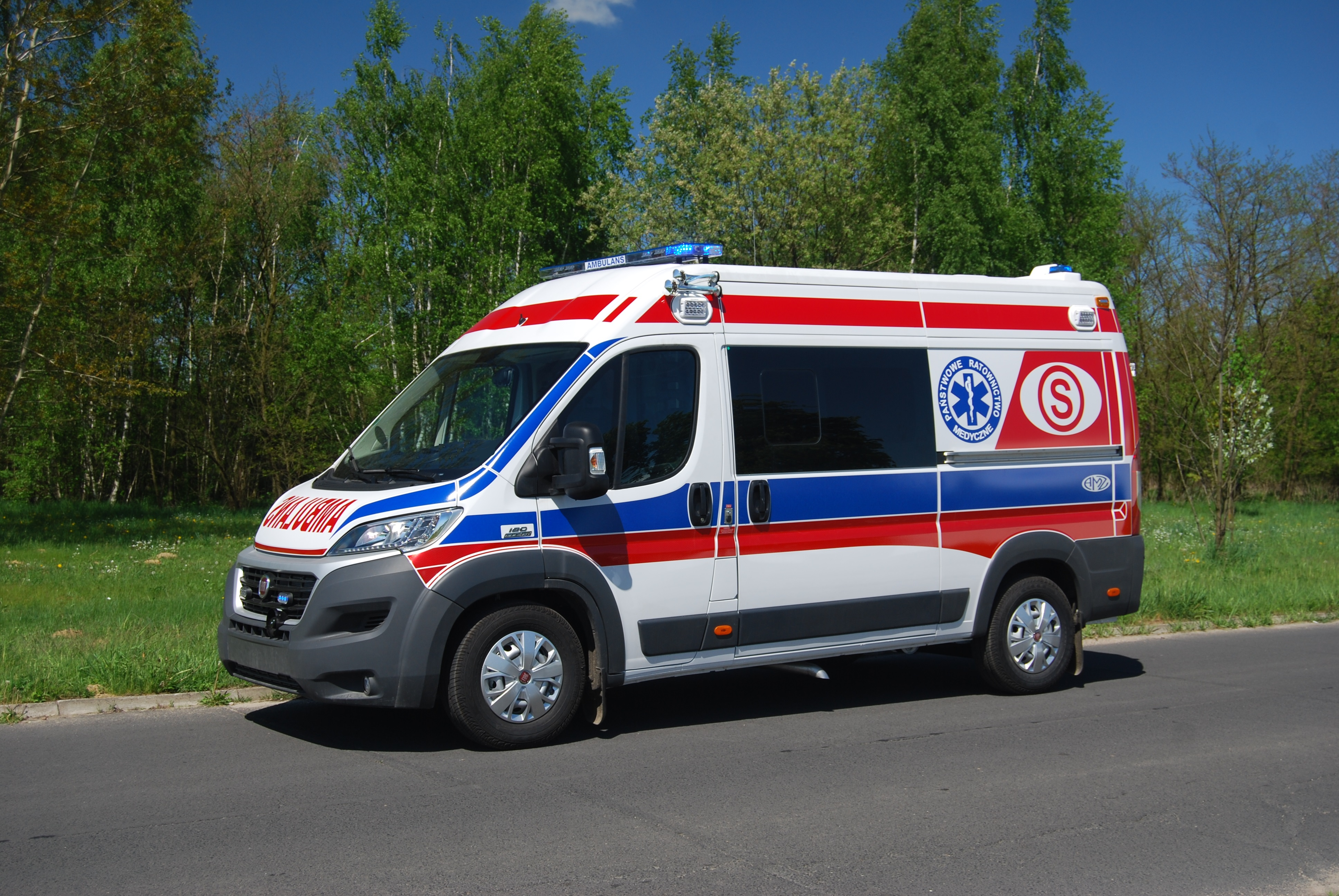
Polski ambulans specjalistyczny (2015)

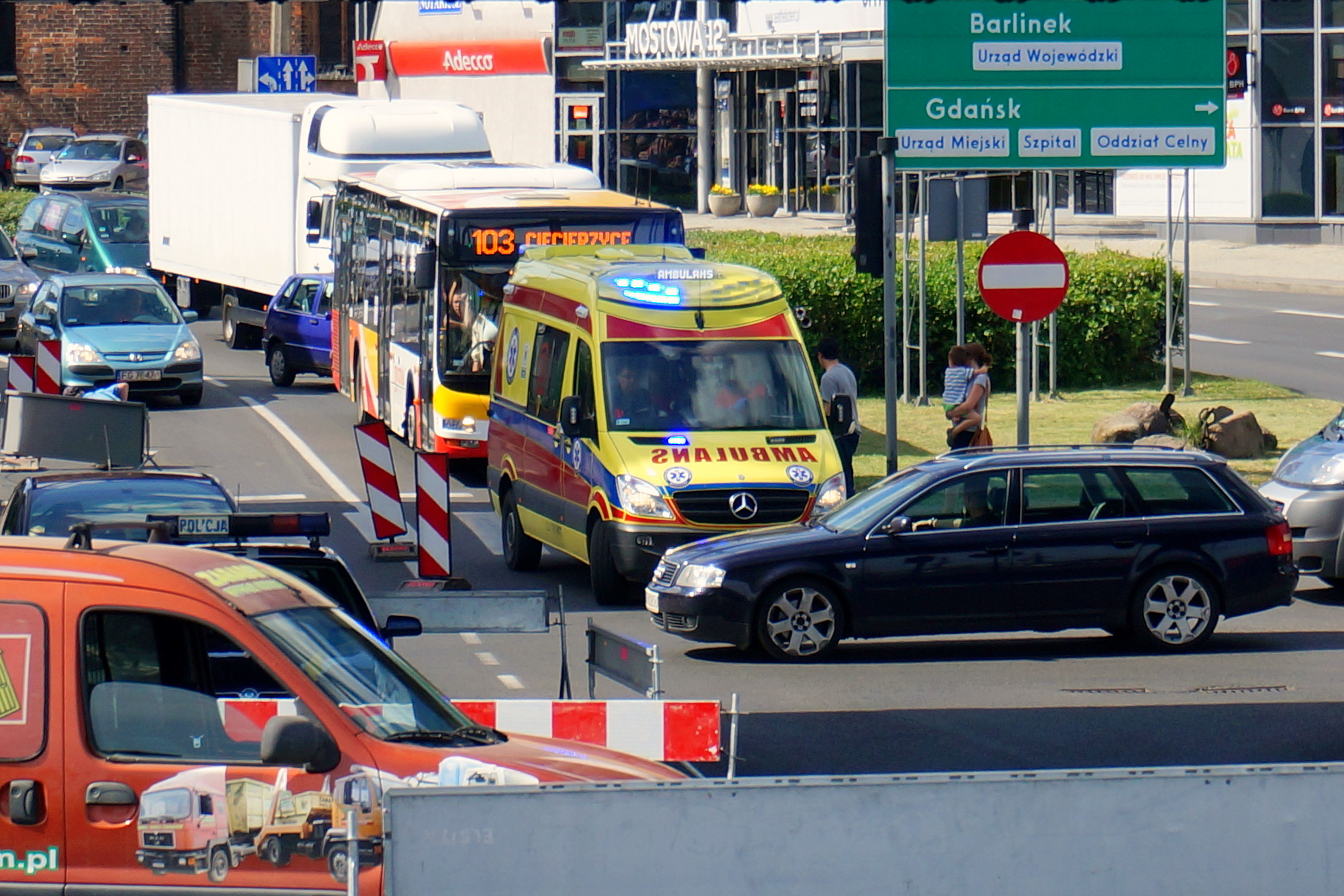
Ambulans w korku ulicznym

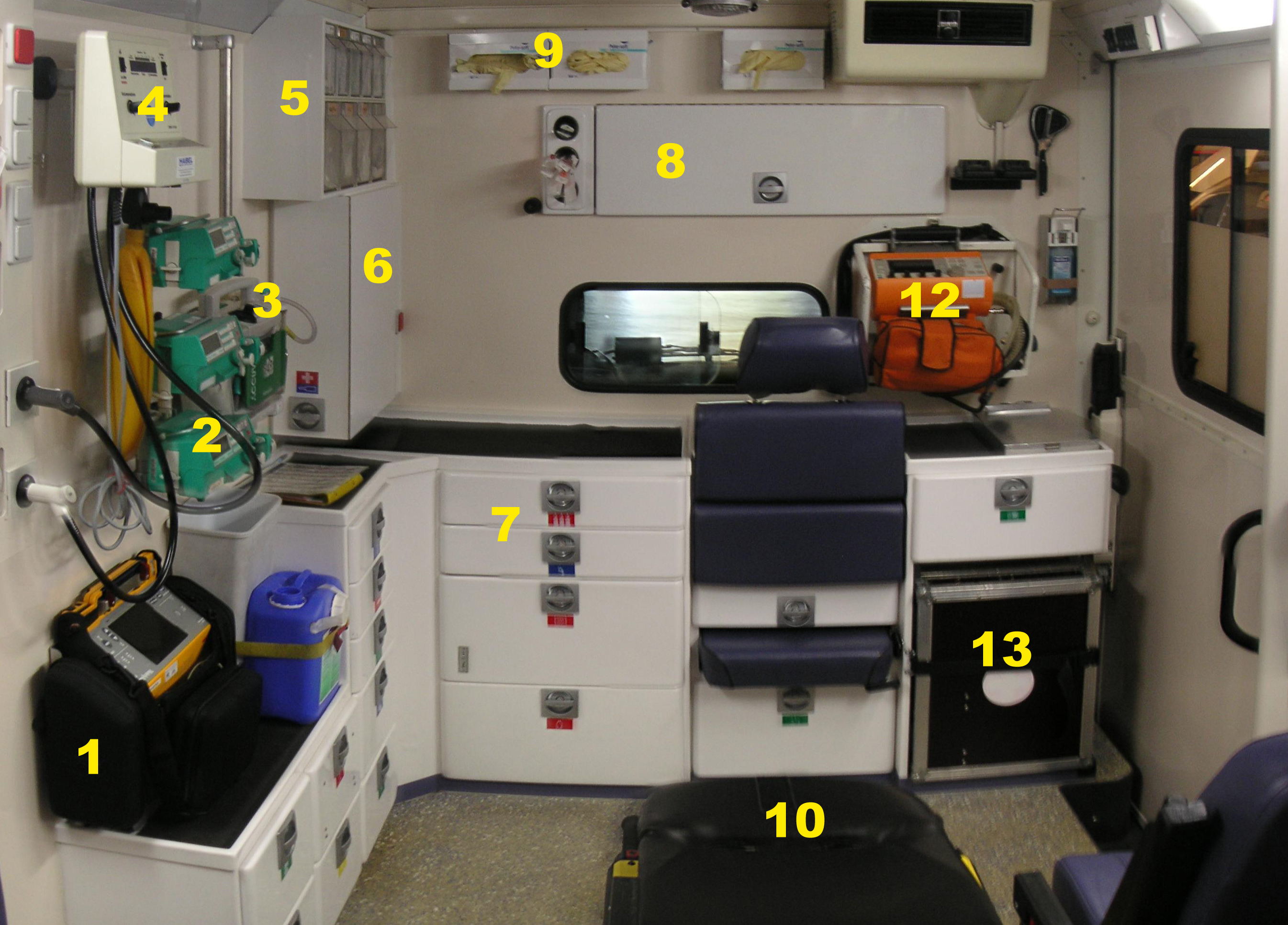
Wnętrze ambulansu z typowym wyposażeniem, widok od tyłu pojazdu w kierunku kabiny kierowcy: 1: Defibrylator z aparatem EKG
2: Pompy strzykawkowe
3: Ssak, 4: Źródło tlenu
5, 6: Szafki z lekami
7, 8: Szuflady ze sprzętem medycznym
9: Rękawiczki medyczne
10: Nosze 12: Respirator
13: Walizka do transportu sprzętu

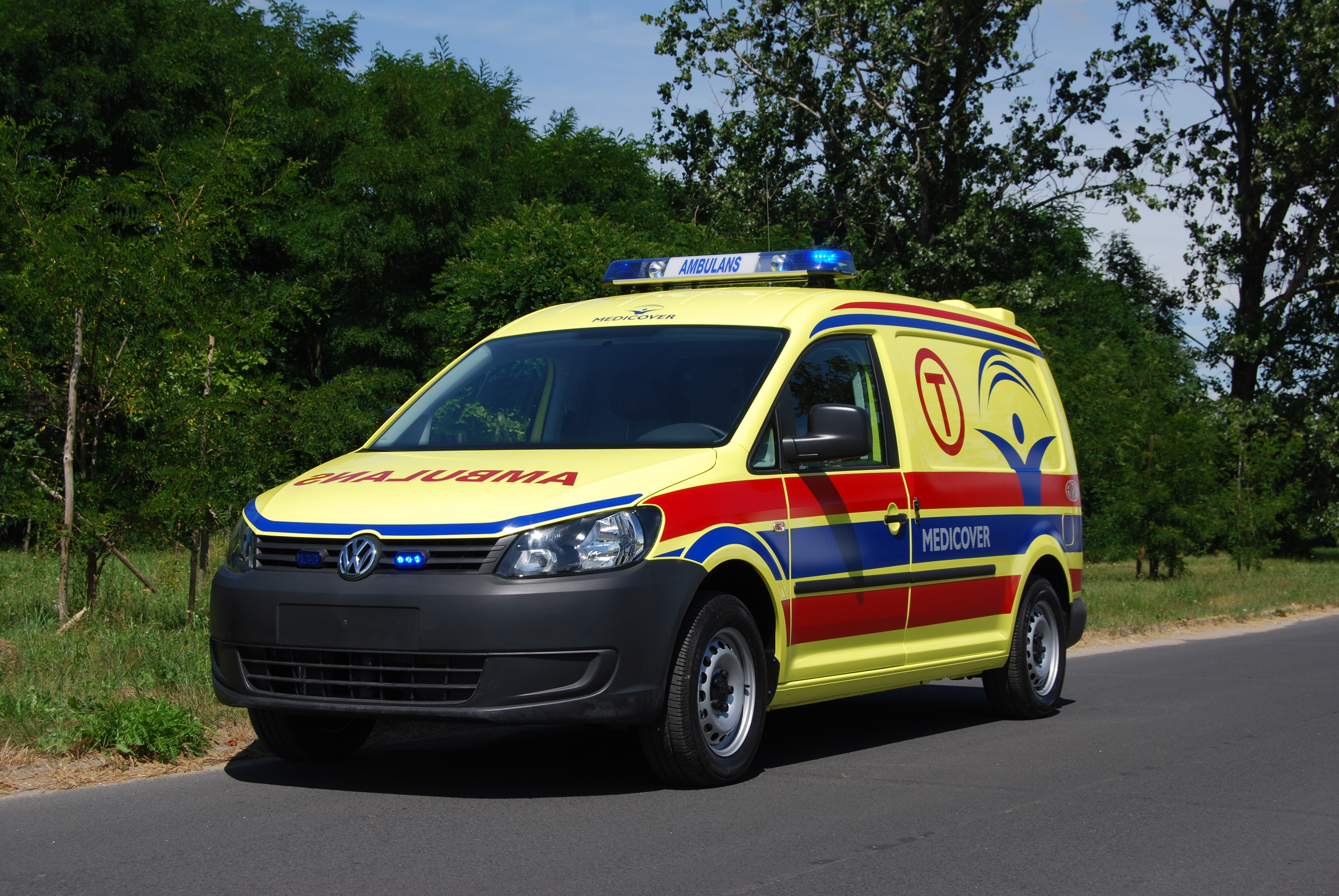
Nowe malowanie ambulansu w Polsce obowiązkowe od 2018 r.

Ambulans (fr. ambulance), karetka pogotowia ratunkowego, in. sanitarka – środek transportu dysponowany na miejsce nagłego zachorowania albo wypadku, przeznaczony do udzielania pomocy, przewozu chorych lub rannych z miejsca zdarzenia do szpitala, a często również służący do transportów medycznych i międzyszpitalnych.
Ambulanse są obsługiwane przez specjalnie wyszkolone zespoły ratownicze i stanowią część systemu udzielania pomocy w nagłych wypadkach. Podczas akcji ambulans jest pojazdem uprzywilejowanym w ruchu drogowym i może nie stosować się do przepisów ruchu drogowego pod warunkiem zachowania szczególnej ostrożności.

## Historia
Pomysłodawcą pierwszego ambulansu był Dominique-Jean Larrey, lekarz wojskowy, który w 1792 roku wraz z zespołem chirurgów i pielęgniarek udzielał pierwszej pomocy rannym żołnierzom i przygotowywał ich ewakuację z pola bitwy. Ambulanse te były bardzo lekkie, ponieważ miały tylko jedną oś. Były zaprzęgane w jednego konia.
Początkowo ambulanse były wykorzystywane przez wojsko do przewożenia rannych i chorych. Zmieniło się to po wybuchu epidemii ospy w roku 1882 i cholery w 1884 roku. Wtedy ambulansami zaprzęgniętymi w konie zaczęto przewozić ludność cywilną. W 1798 roku w Egipcie wykorzystano wielbłądy. Podczas kampanii Napoleona w Rosji w 1812 roku rannych przewożono saniami. W Warszawie pierwsze cywilne konne ambulanse pojawiły się w 1897 (jako pierwsze w Cesarstwie Rosyjskim). Pierwsze ambulanse ze sprzętem medycznym, w których rannemu udziela się pomocy podczas transportu do szpitala, pojawiły się w latach 60. XX wieku.

## Ambulanse w Polsce

### Rodzaje
W polskim systemie ratownictwa medycznego funkcjonowało kilka rodzajów ambulansów – często oznaczanych poprzez malowaną na nadwoziu samochodu literę wewnątrz okręgu. Po roku 2010, zgodnie z ustawą o Państwowym Ratownictwie Medycznym, stopniowo stary podział został zastąpiony przez podział na Zespoły Państwowego Ratownictwa Medycznego, a więc karetki :
- specjalistyczne (karetki „S”, eski) z minimum trzyosobową obsadą, w której jedna osoba to lekarz systemu, a pozostałe dwie to osoby uprawnione do wykonywania medycznych czynności ratunkowych - Ratownik medyczny lub Pielęgniarka systemu. W przypadku, gdy żaden z innych członków zespołu nie ma uprawnień do prowadzenia pojazdów uprzywilejowanych, czwartą osobą w zespole może być kierowca
- podstawowe (karetki „P”) z załogą składającą się z co najmniej dwóch osób uprawionych do wykonywania medycznych czynności ratunkowych. W przypadku, gdy żaden z innych członków zespołu nie ma uprawnień do prowadzenia pojazdów uprzywilejowanych, trzecią osobą w zespole może być kierowca

Ponadto, poza systemem Państwowego Ratownictwa Medycznego funkcjonują karetki działające na rzecz placówek opieki zdrowotnej, służące do transportu chorych lub wykonywania zabezpieczeń medycznych. Są to karetki:
- transportowe (karetki „T”) używane są do transportu chorych niewymagających intensywnego nadzoru lub transportu np. krwi. W skład załogi wchodzi najczęściej kierowca i ratownik. Obecnie nazywane są transportowymi. Spotyka się również karetki transportowe lekarskie, w skład załogi wchodzi wtedy również lekarz. Wykorzystywane są one do transportu chorych wymagających nadzoru lekarskiego (w ciężkich stanach). Karetki te noszą różne oznaczania zależnie od regionu (kombinacja litery T np. „RT”, „ST” lub „TL”).
- weterynaryjne karetki czasem uprzywilejowane używane do udzielania pomocy oraz przewozu zwierząt do lecznicy weterynaryjnej. Oznakowanie zależy od lecznicy.
- neonatologiczne (karetki „N”, enki), używane w podobnych sytuacjach jak karetki „T", ale do transportu noworodków i niemowląt (do 1. roku życia).

W starym podziale wyróżniano:
- Karetki reanimacyjne (karetki „R”, erki) — używane były w sytuacji bezpośredniego zagrożenia życia. W karetce reanimacyjnej musiał być lekarz. Najczęściej ich załoga składa się z lekarza (powinien być to lekarz specjalista określonych specjalizacji lub lekarz specjalizujący się w medycynie ratunkowej), dwóch ratowników medycznych i kierowcy, który często także był ratownikiem. Po 2010 roku wszystkie karetki „R” zostały zastąpione przez karetki specjalistyczne „S”.
- Karetki wypadkowe (karetki „W”) — wysyłane były do urazów, wypadków i zachorowań, w których nie był konieczny wyjazd karetki R lub gdy wyjazd karetki R był potrzebny, ale dyspozytor nie miał do dyspozycji w danej chwili żadnego zespołu R. Pod względem wyposażenia niewiele różniła się od karetki R, czasami miała identyczne wyposażenie. Obsada karetki składała się z trzech osób: pielęgniarki lub ratownika medycznego, lekarza i kierowcy. Po 2010 roku wszystkie karetki „W” zostały zastąpione przez karetki podstawowe „P”.
- Karetki przewozowe (karetki „P”) — używane były do transportu chorych niewymagających intensywnego nadzoru lub transportu np. krwi, najczęściej z kierowcą i ratownikiem. Obecnie karetki przewozowe nazywane są transportowymi i oznaczone literą „T”, ponieważ na mocy ustawy o ratownictwie medycznym po 2010 roku oznaczenie literowe „P” przysługuje wyłącznie karetkom podstawowym „P”.
- Karetki kardiologiczne (karetki „K”) — były bardzo zbliżone do karetek wypadkowych lub reanimacyjnych (oznaczane wtedy jako Rk), lecz posiadały w składzie załogi lekarza specjalizującego się w kardiologii lub chorobach wewnętrznych, wyposażone w lepszej jakości sprzęt służący do diagnostyki chorób układu krążenia (np. aparat EKG wysokiej klasy, z możliwością transmisji zapisu do ośrodka specjalistycznego, specjalistyczny defibrylator, pompy infuzyjne, zestaw dodatkowych leków).

Dodatkowo niezależnie od reform funkcjonują tzw. „karetki POZ” (podstawowa opieka zdrowotna) lub „NPL” (nocna pomoc lekarska). Zabezpieczają one całodobową pomoc lekarza rodzinnego, wykonując wizyty domowe w razie zachorowań u osób nie mogących się samodzielnie dostać do poradni lekarza rodzinnego, a nie znajdujących się w stanie zagrożenia życia. Operatorem tych zespołów mogą być przychodnie, szpitale, praktyki lekarzy rodzinnych lub firmy prywatne. 
Charakterystycznym rodzajem ambulansu jest sanitarka wojskowa – najczęściej przystosowana do przewozu więcej niż jednej osoby w pozycji leżącej poprzez umieszczanie noszy piętrowo przy ścianach pojazdu.

### Wyposażenie[3]
Do podstawowego wyposażenia karetki, niezależnie od jej typu, prawie zawsze należą nosze wraz z pasami mocującymi, stojakiem do kroplówek i systemem do przewożenia – czasem obok tzw. noszy głównych w ambulansie są dodatkowe nosze podbierakowe. Ponadto do transportu służą krzesełko kardiologiczne, deska ortopedyczna, kamizelka Kendricka i materac próżniowy. 
Na wyposażeniu znajdują się również torba i plecak medyczny, zaopatrzone w zestawy opatrunków, bandaży, chust i sprzęt do zaopatrywania ran. Ponadto defibrylator, respirator, ssaki, pulsoksymetry, pompy infuzyjne, aparaty do mierzenia ciśnienia czy  zestawy kołnierzy i szyn unieruchamiających uszkodzone kończyny.
W każdej karetce pogotowia powinien znajdować się również glukometr, stetoskop, laryngoskop, latarki diagnostyczne, nożyczki, aparat umożliwiający przetaczania płynów, torby, stazy, miski nerkowate, zestawy do drenażu, konikotomii czy cewników, a także komplety rękawiczek, strzykawek, igieł, kaniul wraz z pojemnikami na zużyte elementy, zestawy przedłużeń czy kraników.
Dodatkowo sondy żołądkowe, worki na mocz i zwłoki, zestawy porodowe, do oparzeń, instalacje z tlenem wraz z maskami, filtrami i rurkami intubacyjnymi, wkłucia dożylne, elektrody, kleszczyki, łopatki do języka, igły doszpikowe czy zestawy ochronne.
Najczęściej ambulans wykonuje się, przystosowując standardowe nadwozie samochodu typu furgon, ewentualnie zabudowując charakterystyczny przedział sanitarny w formie kontenera. Dotyczy to głównie ambulansów specjalistycznych, podstawowych, kardiologicznych i neonatologicznych – karetki transportowe bywają także budowane na bazie samochodów osobowych, ze względu na skromniejsze wyposażenie i mniejszą ilość potrzebnego miejsca. Sanitarka wojskowa często jest pojazdem terenowym, z napędem na 4 koła, umożliwiającym poruszanie się w trudnym terenie (np. na poligonie, na bezdrożach).

## Symbole

Symbole medyczne przedstawiane na karetkach pogotowia
Gwiazda życia (w języku angielskim „Star of Life”)
Laska Eskulapa
Czerwony Krzyż
Czerwony Półksiężyc – umieszczany na ambulansach w krajach, w których dominującą religią jest islam
Czerwona Gwiazda Dawida – umieszczana na ambulansach tylko w Izraelu, którego religię państwową stanowi judaizm
– Państwowe Ratownictwo Medyczne

## Przykładowe zdjęcia ambulansów

Ambulansy różnych typów w różnych krajach
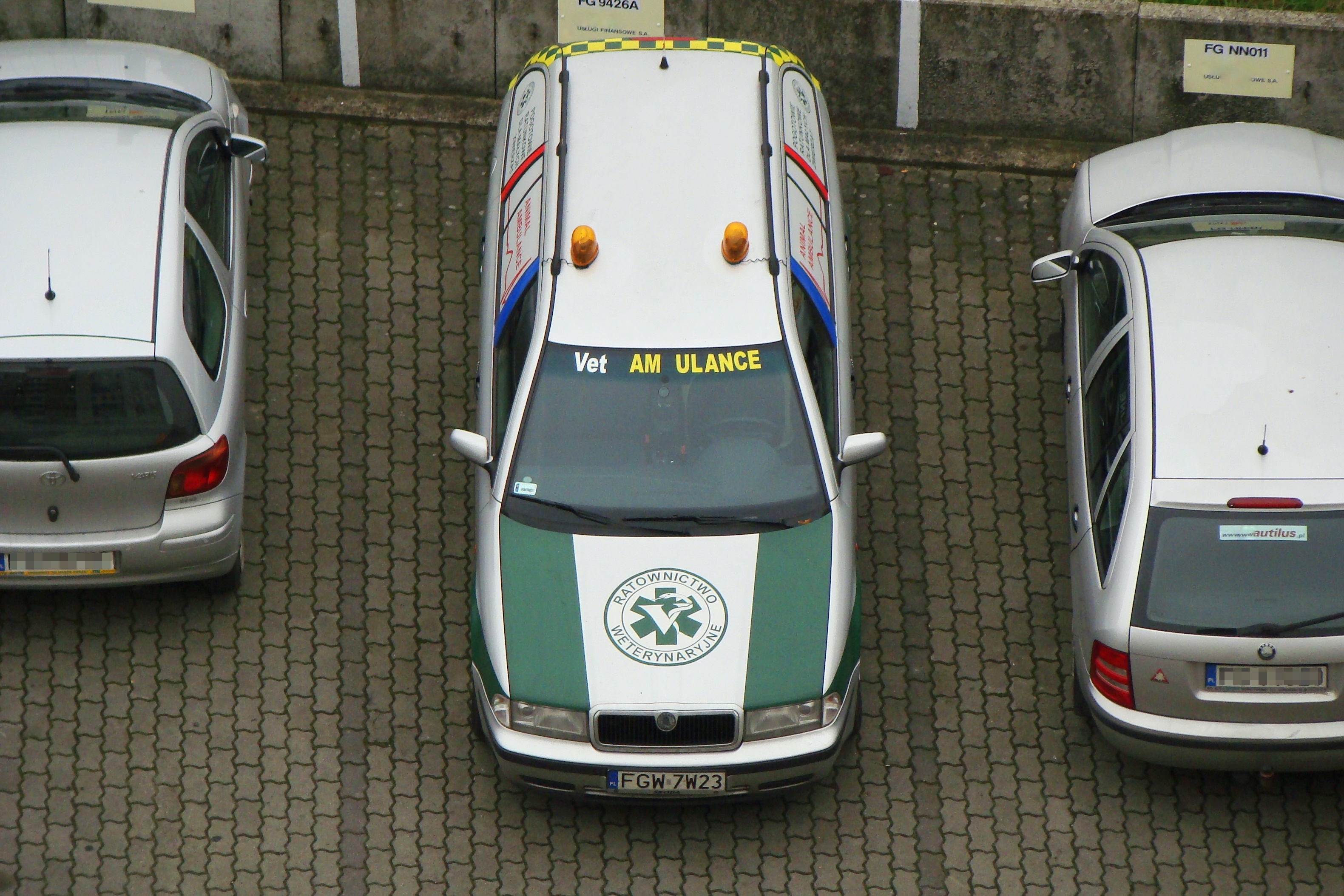
Ambulans weterynaryjny (nieuprzywilejowany) (Polska)
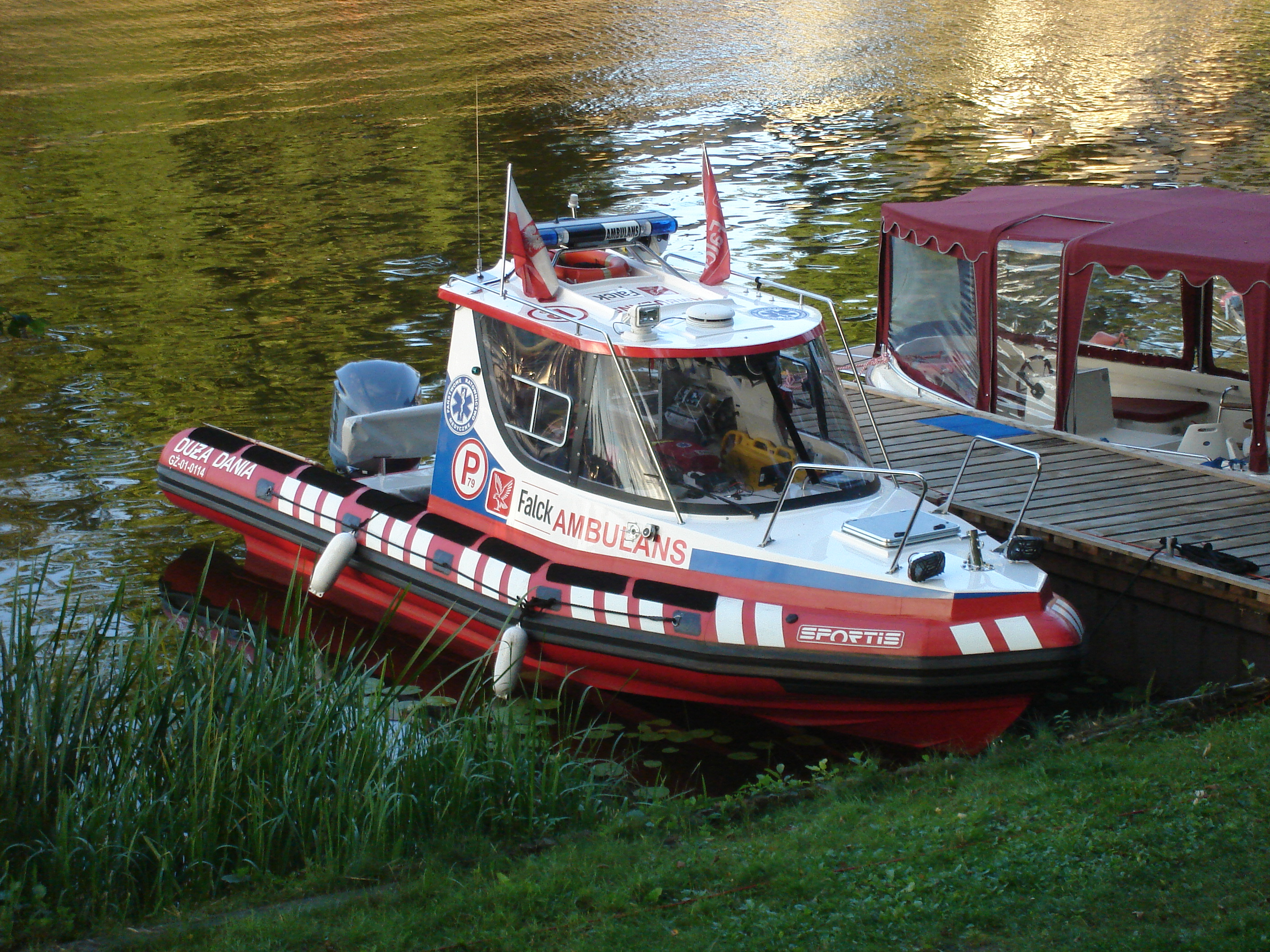
Łódź ratunkowa (Polska)
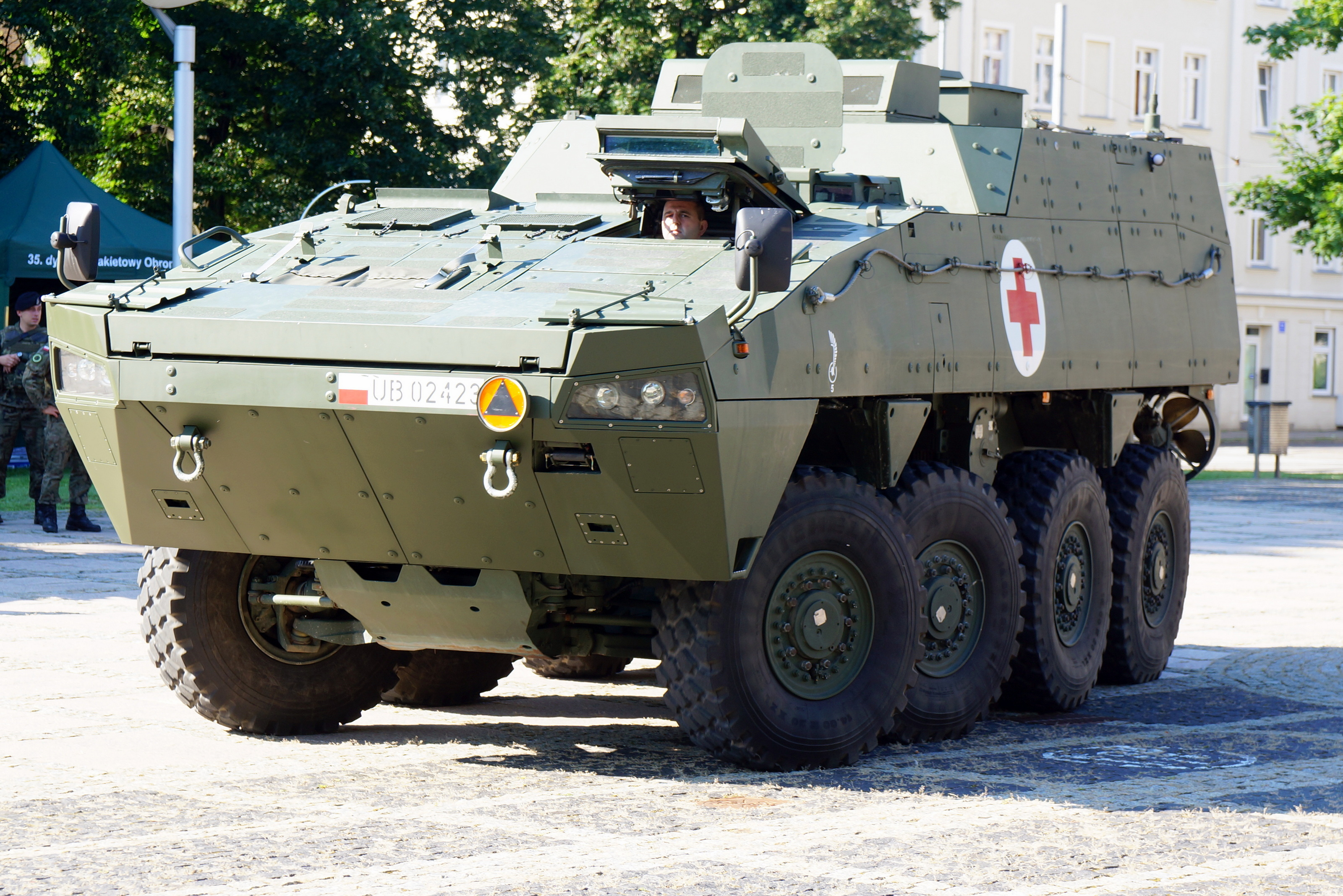
Opancerzony kołowy transporter sanitarny (Polska)
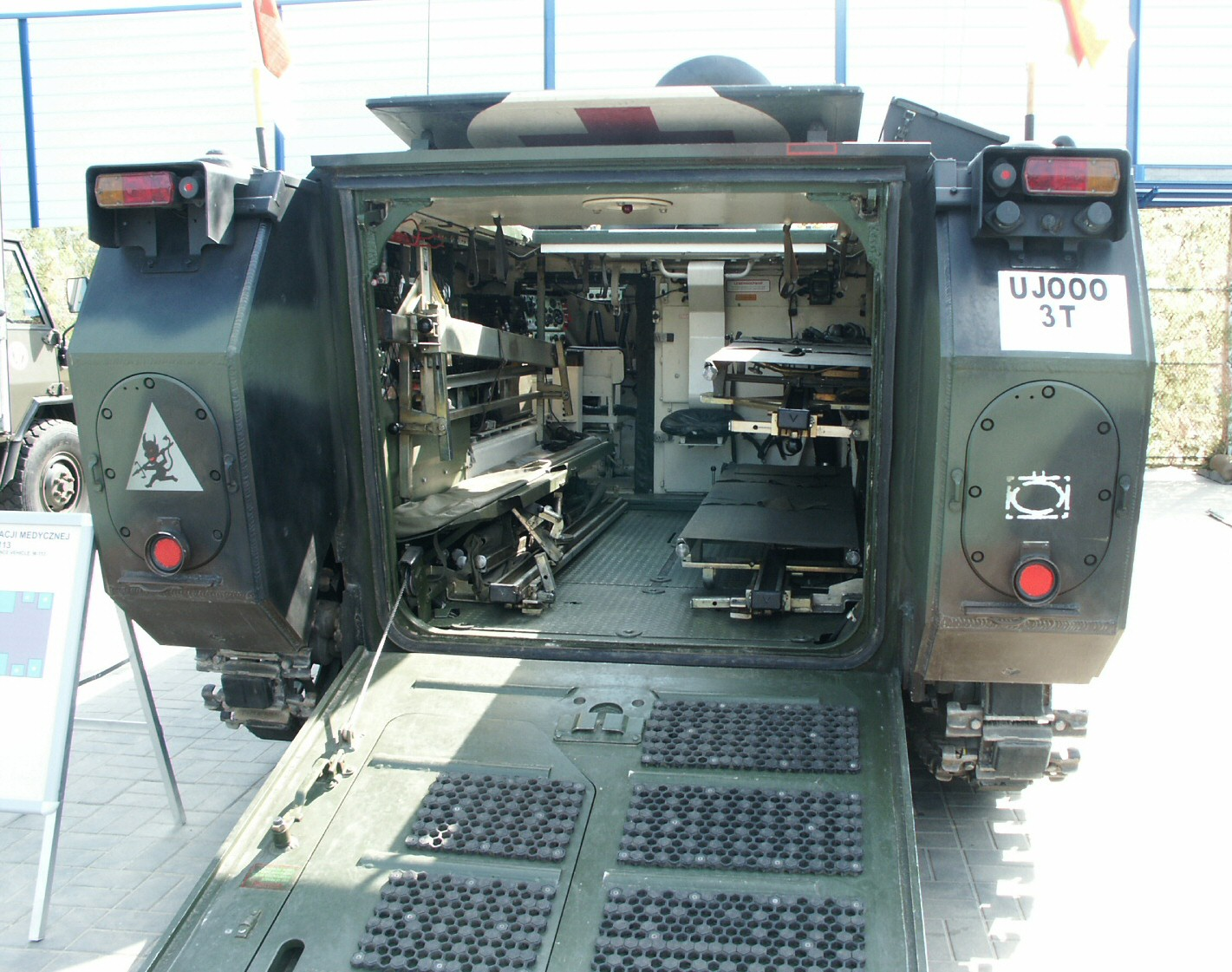
Gąsienicowy ambulans wojskowy (Polska)
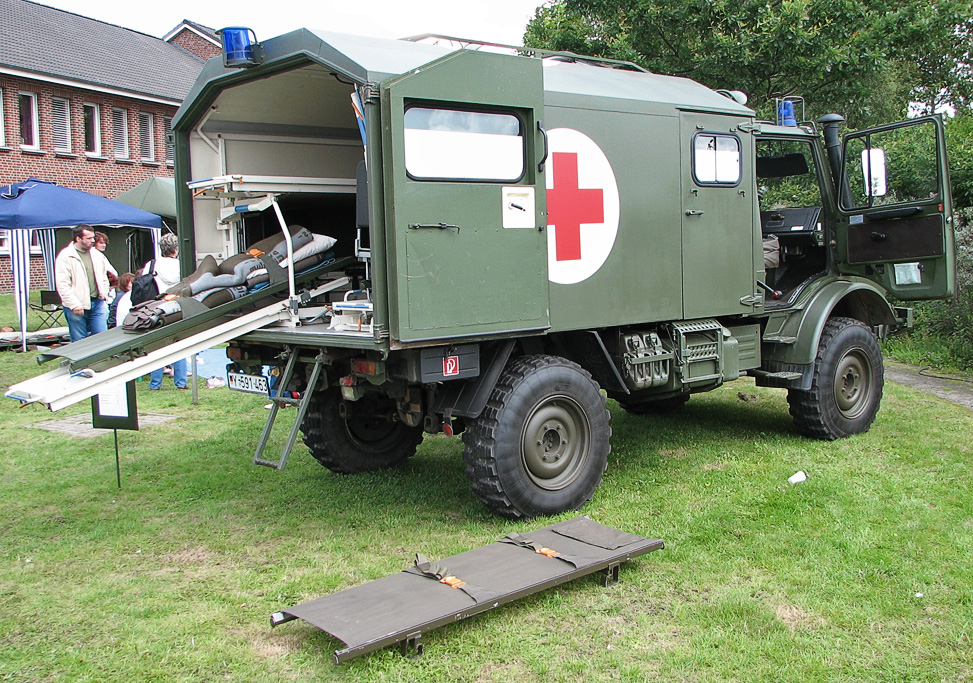
Ambulans wojskowy (Niemcy)
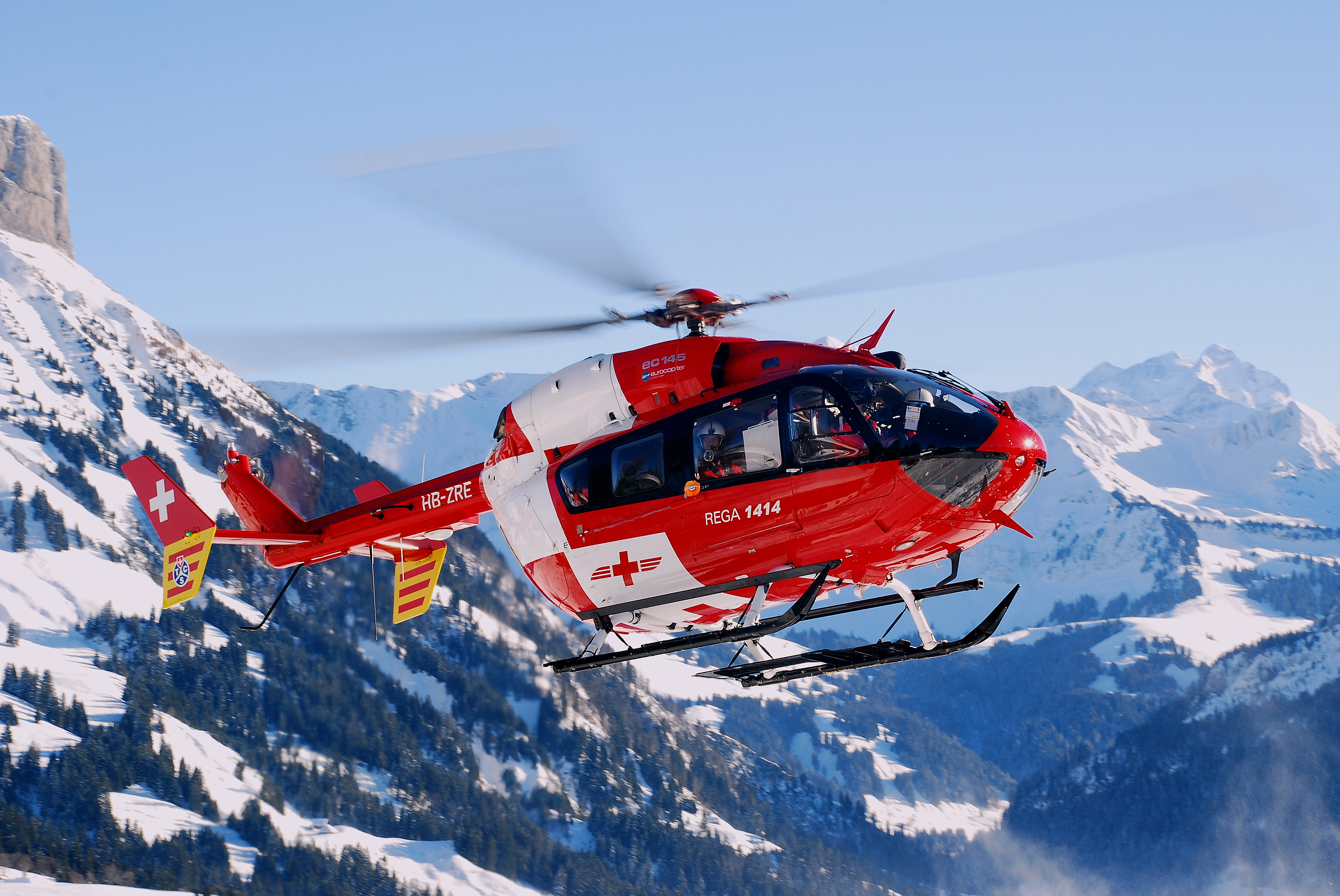
Śmigłowiec ratunkowy (Szwajcaria)
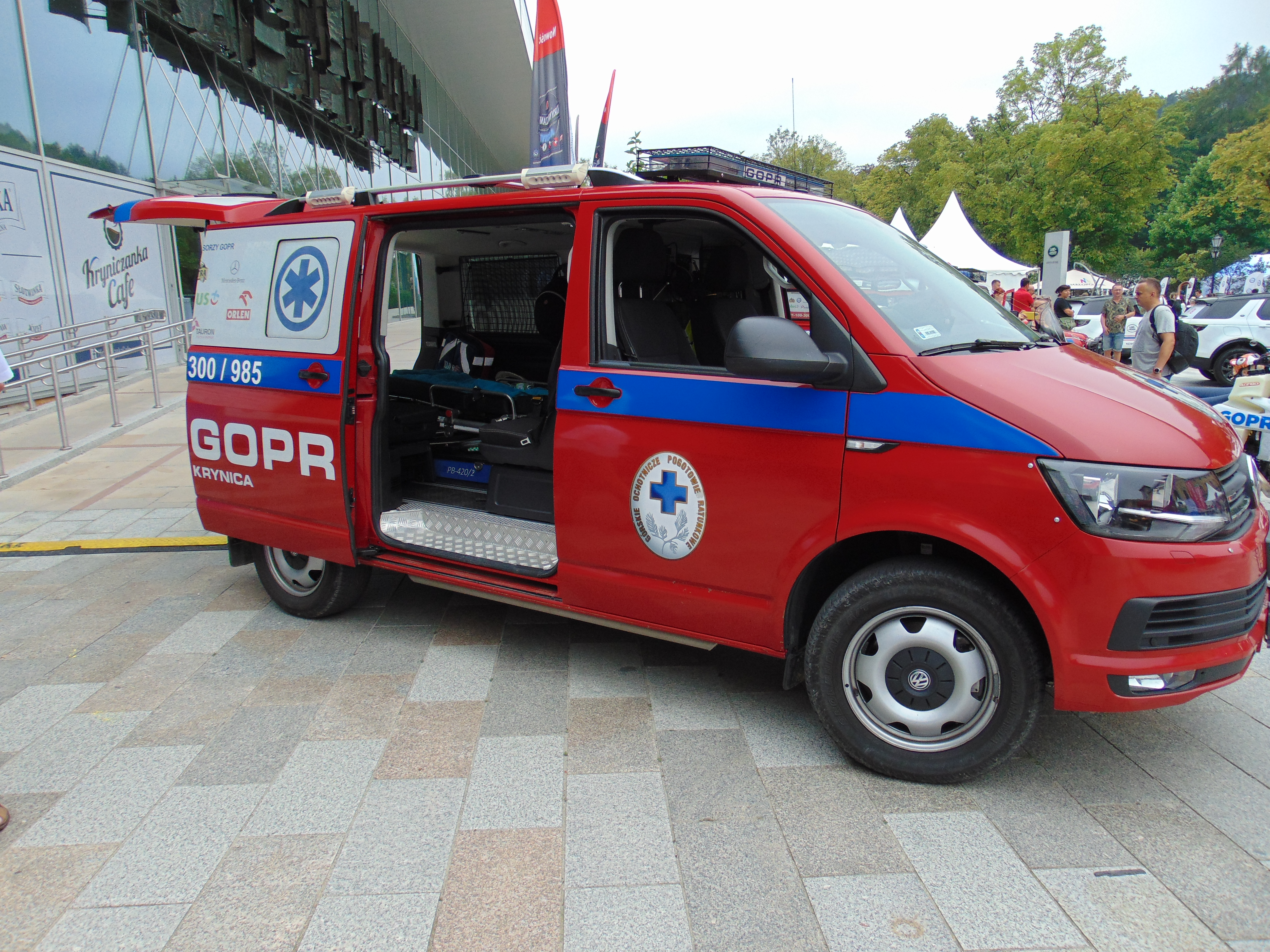
Ambulans ratowniczy Górskiego Ochotniczego Pogotowia Ratunkowego (Polska)
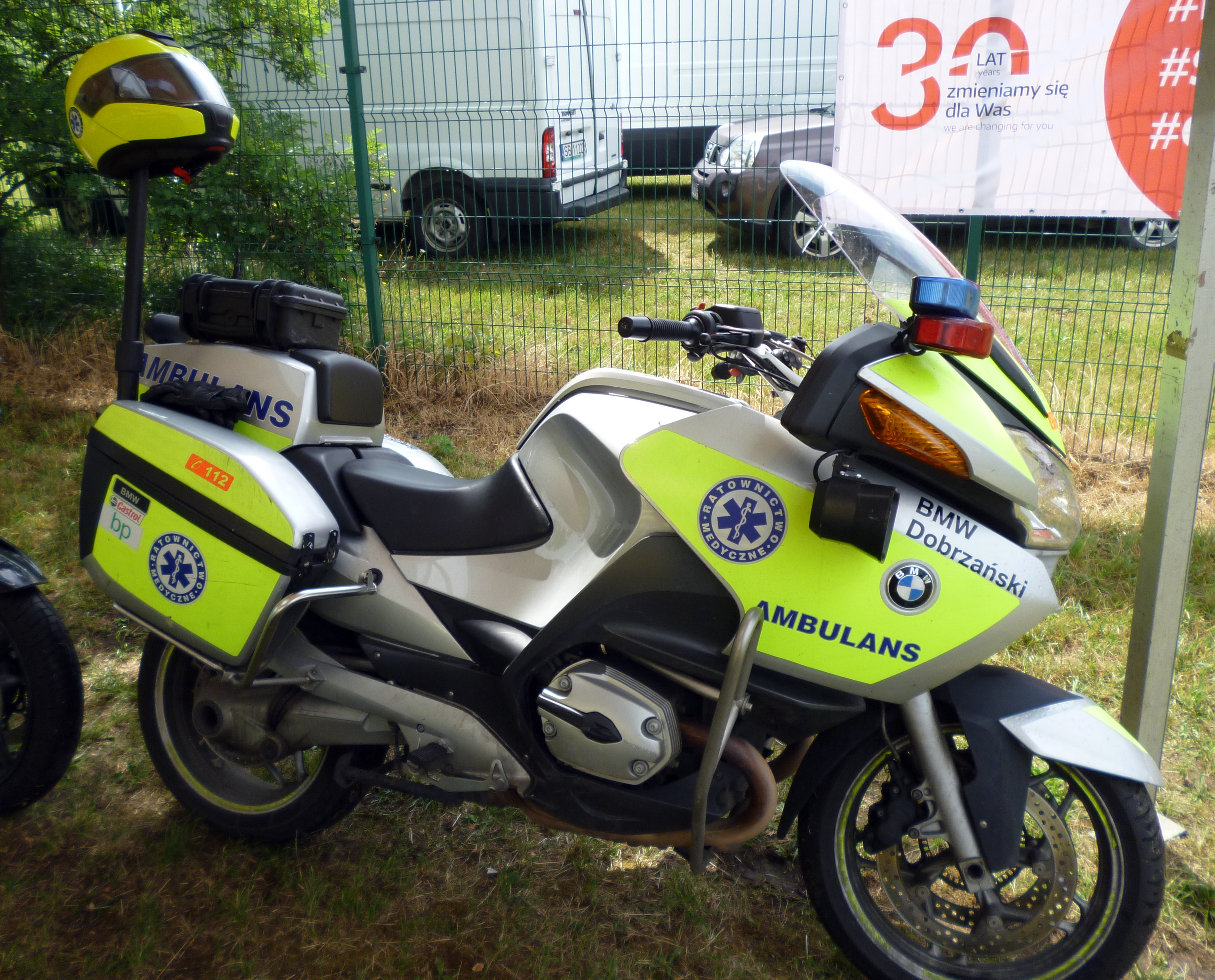
Motocykl ratownictwa medycznego- motoambulans
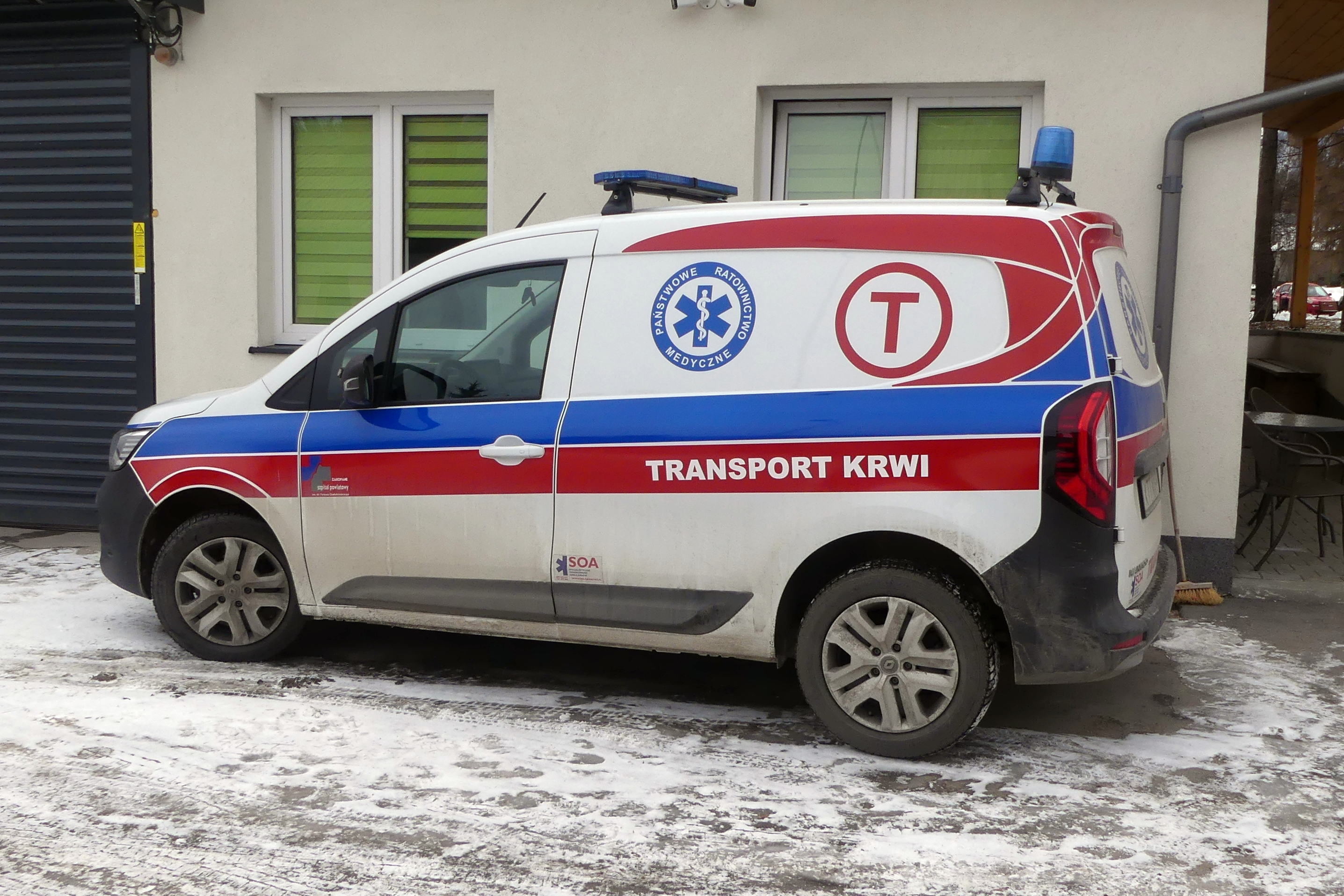
Ambulans do transportu krwi